# カジノバー
カジノバーとは、トランプ台やルーレット台など専ら海外のカジノに設置されている遊技設備を設けて客に遊技させる遊技業で、風俗営業適正化法が定義する風俗第五号営業の業態の一つ。

## 概要
「カジノバー」という呼称の発祥は不明だが、警察白書でも、風俗営業の業態の一種を指す呼称として使用されている。この業態の特徴は、設置される主たる遊技設備が、国家公安委員会が「本来の用途以外の用途として射幸心をそそるおそれのある遊技に用いることができる遊技設備」を定める「風俗営業適正化法施行規則」の第三条のうちの、第五号に挙げられている設備である点にある。これにより、カジノバーを営業するに当たっては、ゲームセンターと同様に、風俗第五号営業の営業許可を要する。

## 営業上の禁止行為
カジノバーで行われている遊技の殆どは、海外のカジノで行われているゲームだが、日本においては、ゲームに使用するチップなどを換金することは、賭博行為として刑法により禁じられている。また、風俗第五号営業であるため、パチンコ等の風俗第四号営業のようにチップなどを賞品と交換する行為も、風適法第二十三条により禁じられている。すなわち、カジノバーの営業においては、ゲームの結果によって客が金品などを得る運営は一切できない。

## 違法営業の存在
前述のとおり、カジノバー営業においては、遊技に使用するチップなどを金品と交換することは違法行為であるが、風俗第五号営業の営業許可を取得した合法営業であることを隠れ蓑として密かにチップの換金や賞品との交換などの違法営業を行う悪質な業者が後を絶たず、たびたび警察に検挙されている。